# Castello di Frederiksborg
Il castello di Frederiksborg (in danese Frederiksborg Slot) è un complesso di palazzi situato a Hillerød, Danimarca. Fu fatto costruire come residenza reale per il re Cristiano IV di Danimarca-Norvegia all'inizio del XVII secolo, in sostituzione di un precedente castello acquisito da Federico II, diventando così la più grande residenza in stile rinascimentale della Scandinavia. Sui tre isolotti nel Slotssøen (lett. "lago del castello"), è congiunto da un grande giardino in stile barocco.
Dopo un grave incendio nel 1859, il castello fu ricostruito sulla base degli antichi piani e dipinti. Grazie al sostegno pubblico e al birraio J. C. Jacobsen, le sue stanze furono completamente restaurate e riaperte al pubblico come Museo danese di Storia naturale nel 1882. Aperto tutto l'anno, il museo contiene la maggiore collezione di ritratti della Danimarca  Inoltre, fornisce ai visitatori la possibilità di vedere molte delle stanze statali come la restaurata Stanza di Valdemaro e la Grande Sala nonché la Cappella e la Camera delle udienze, entrambe le quali furono salvate dall'incendio e contengono sontuose decorazioni.

## Storia
Il castello fu costruito su tre isolotti a Slotsø ("Lago del Castello") tra il 1560 e il 1630 da Hans van Steenwinckel il Vecchio, un architetto fiammingo di Anversa. È considerato il capolavoro del rinascimento danese. Come altri grandi edifici danesi dello stesso periodo, il suo stile è principalmente quello dell'architettura tardo-rinascimentale fiamminga e olandese (in transizione verso il barocco). Prende il nome da Federico II. Fu costruita, tra l'altro, riutilizzando le pietre dei monasteri chiusi durante la riforma protestante, tra cui l'abbazia di Æbelholt.
Nel 1859 fu distrutto da un incendio prima di essere ricostruito sotto la responsabilità dell'architetto Ferdinand Meldahl.

## Curiosità
- In passato fu una fortezza e ora è un museo nazionale. Conta più di 70 sale aperte al pubblico, con soffitti dorati, tappezzerie alle pareti e molti dipinti. Interessante è la Riddershalen (Sala dei Cavalieri) e la Slotskirken (Cappella dell'Incoronazione), dove furono incoronati i re di Danimarca tra il 1671 e il 1840.
- La cappella del castello contiene quattro organi a canne, uno dei quali, famoso in tutto il mondo, fu costruito da Esaias Compenius nel 1610 ed è tuttora perfettamente conservato e funzionante.
- L'edificio appare in un episodio della serie La casa di carta.

## Galleria d'immagini

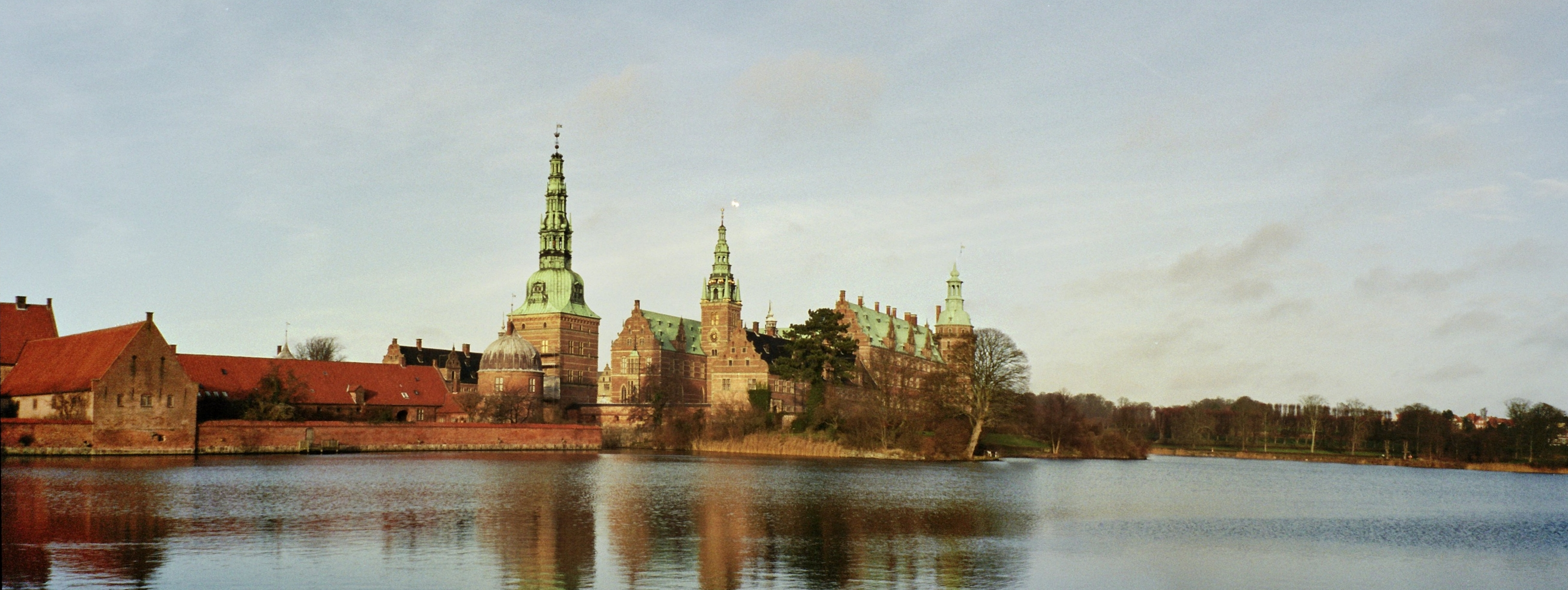
Veduta generale
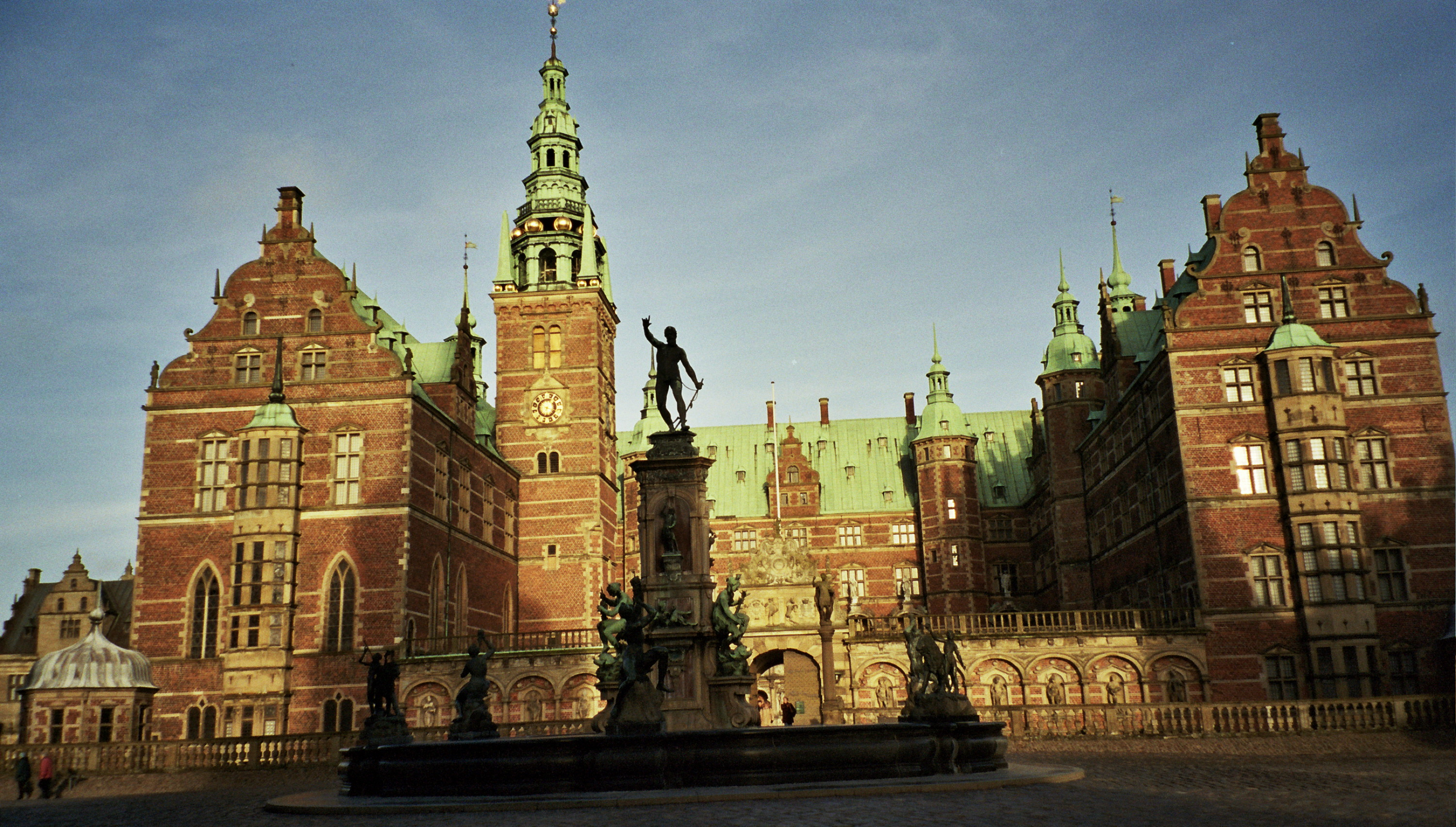
Facciata del castello
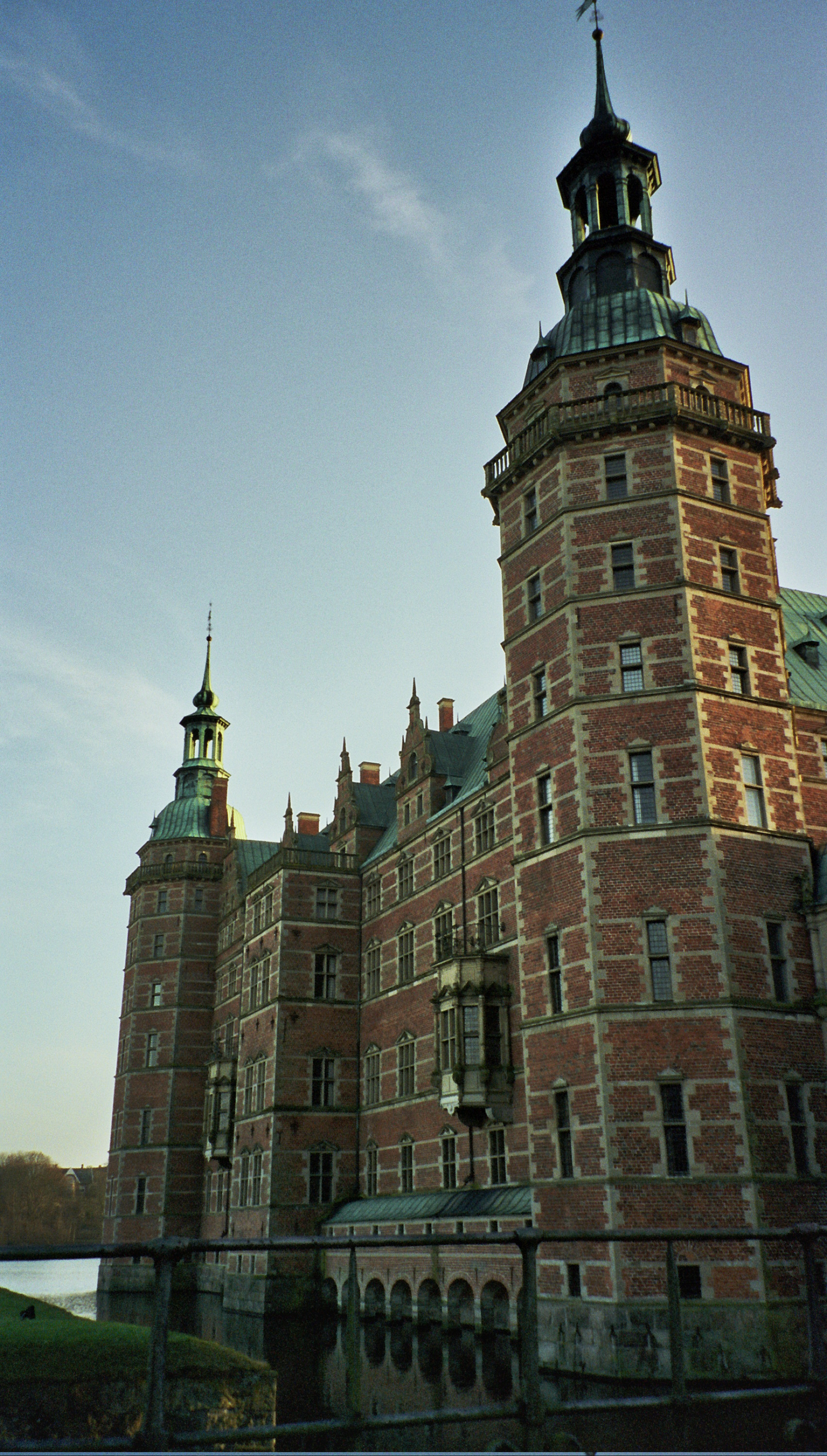
Dettaglio
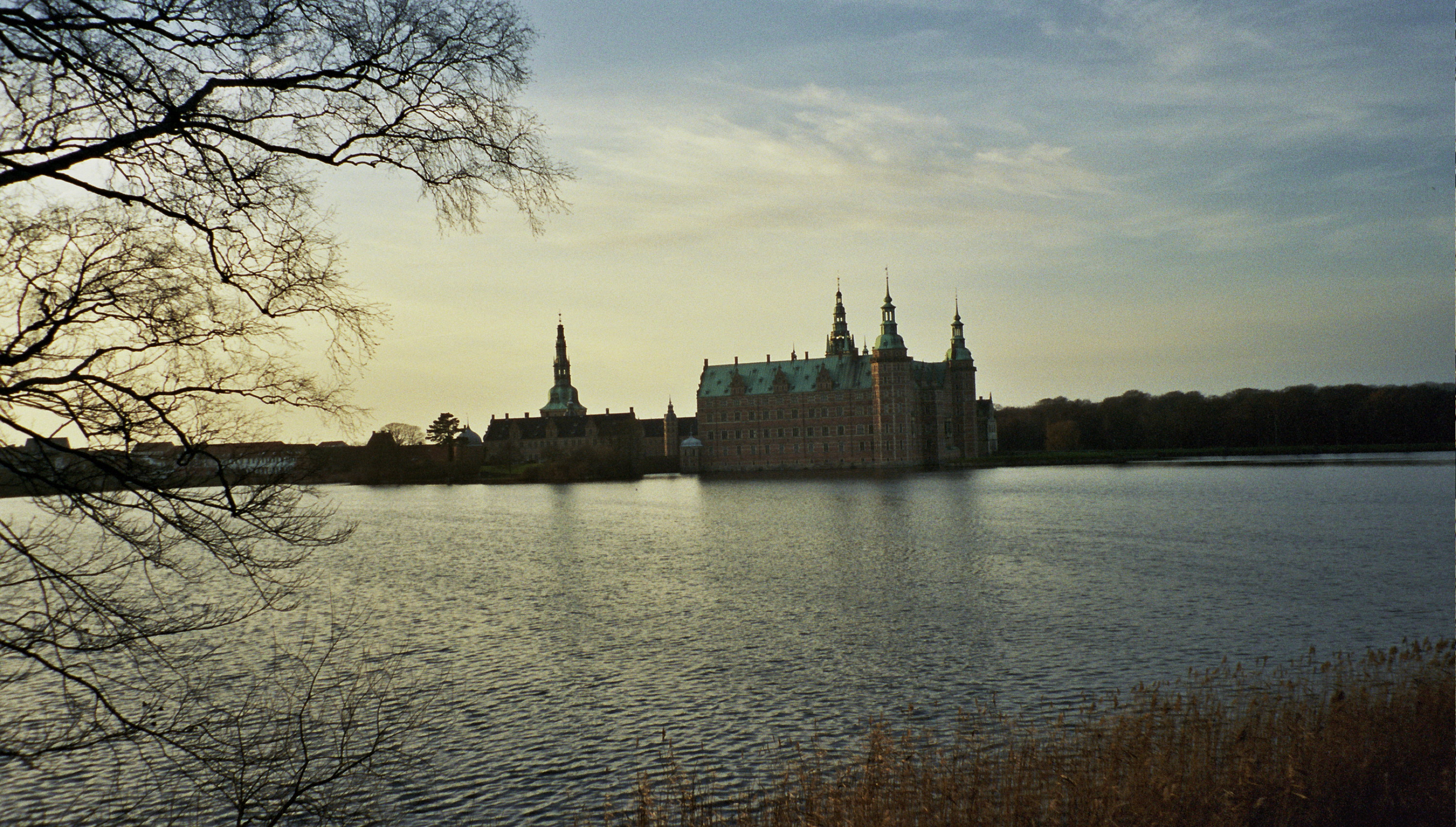
Lago e castello